# Conrad Murray
Conrad Robert Murray, ameriški kardiolog in zdravnik * 19. februar 1953 Saint Andrew Parish, Grenada. 
Conrad Murray je bil osebni zdravnik ameriškega pevca in glasbenika Michaela Jacksona v času njegove smrti leta 2009. Leta 2011 je bil Murray na sodišču spoznan za krivega in je bil obsojen na štiri leta zaporne kazne.

## Zgodnje življenje
Murrayja so vzgajali stari starši, ki so bili doma iz kmetje v Grenadi, dokler se ni preselil k materi Milti v Trinidadu in Tobagu, ko je bil star 7 let. Slabo je odraščal v pristanišču Španije, glavnem mestu Trinidada in Tobaga. Do svojega 25. leta ni srečal svojega očeta Rawleja Andrew, ki je bil prav tako zdravnik. Andrew, ki je umrl leta 2001, je bil namenjen zagotavljanju zdravstvenih storitev revnim. Murray je končal srednjo šolo in nekaj časa delal kot prostovoljni učitelj osnovne šole v Trinidadu. Po poučevanju si je kot carinski uradnik in zavarovalni podpisnik varčeval denar za življenje.

## Izobraževanje
Leta 1973 se je Murray preselil v Houston v Teksasu, kjer je delal njegov oče, da bi obiskal teksaško univerzo Southern, kjer je z odliko iz Magna cum laude diplomiral iz medicinskih in bioloških znanosti. Murray je nadaljeval šolanje na medicinski fakulteti Meharry v Nashvillu v Tennesseeju, isti šoli, ki jo je obiskoval njegov oče, in prvi šoli na Jugu za Afroameričane. Rezidenco interne medicine je začel na kliniki Mayo v Rochesteru v Minnesoti in jo zaključil v Medicinskem centru univerze Loma Linda v Kaliforniji. Nato je na univerzi v Arizoni končal štipendijo za kardiologijo in jo dokončal v Medicinskem centru univerze Loma Linda v Kaliforniji. Nato je na univerzi v Arizoni prejel štipendijo za kardiologijo.

## Kariera
Murray je delal v bolnišnici Sharp Memorial Hospital v San Diegu kot pridruženi direktor programa usposabljanja za kardiologijo. Leta 1990 je v Las Vegasu odprl zasebni zdravstveni dom, leta 2006 pa je v Houstonu ustanovil inštitut za srce in ožilje Acres Homes.  Murray je srečal Michaela Jacksona leta 2006 v Las Vegasu, ko zdravil njegovo hčer Paris, ko je zbolela. Jackson je pred turnejo julija 2009 najel Murrayja, ki je bil njegov izključni osebni zdravnik. Jackson je vztrajal, da Murrayja najame njegov promotor oddaje AEG Live za 150.000 ameriških dolarjev mesečno, čeprav je AEG kasneje trdil, da z Murrayjem nikoli ni bilo pogodbe. Murray in AEG sta vedela, da Murray ni bil nikoli plačan. Leta 2018 je Murray izdal memoar z naslovom This is it!, kjer je podrobno opisal svojo izkušnjo kot osebni zdravnik Michaela Jacksona. Kritiki so knjigo slabo sprejeli.

## Zasebno življenje
V času, ko je maja 2009 začel delati, kot osebni zdravnik Michaela Jacksona, je Murray imel sedem otrok s 6 različnimi ženami. Zaostajal je za hipoteko za dom v Las Vegasu, ki ga je zasedla njegova prva žena in otroci, materinim otrokom zunaj njegove zakonske zveze pa je dolgoval preživnino, ki je ni mogel plačati zaradi zneska denarja, ki ga je dolgoval Michaelu Jacksonu in njegovi družini. Bil je poročen z Blanche, drugo ženo, ki jo je spoznal na zdravstveni šoli, in pomagal plačevati najemnino za drugo žensko Nicole Alvarez. Murray je srečal Alvareza v Las Vegasu, ko je delala kot striptizeta, Alvarez pa je marca 2009 rodila njunega sina Che Giovannija Murrayja. Poročali so tudi o drugem razmerju, s koktajl natakarico iz Houstona.
Murrayju so grozili, da bo zaradi neplačanega otroškega preživnine za enega od svojih otrok izgubil medicinsko licenco v Kaliforniji in dolgoval 13.000 dolarjev kalifornijski ženski Neniti Malibiran. Murray je bil obtoženi v številnih civilnih tožbah (čeprav nobene zaradi zlorabe zdravnika). Do leta 2008 je zbral več kot 600.000 dolarjev sodnih odločb zoper njega za medicinsko opremo in neplačano najemnino za svoje prakse v Teksasu in Nevadi. Za študentska posojila na Medicinski fakulteti Meharry je dolgoval tudi 71.000 dolarjev. Murray je leta 2002 v Kaliforniji vložil stečaj.

## Smrt Michaela Jacksona
25. junija 2009, le nekaj tednov potem, ko je Murray postal osebni zdravnik Jacksona, je Michael Jackson umrl zaradi smrtonosnega odmerka propofola, ki mu ga je po inekciji dal Murray. Sodni dokumenti, objavljeni avgusta 2009, razkrivajo, da je v predhodni ugotovitvi mrtvorojenca razvidno, da je Jackson predoziral propofol, vendar je pisarna odklonila komentarje poročil, ki trdijo, da je vzrok smrt razsodila za umor. Preiskali so več zdravnikov, za katere se verjame, da so zdravili Jacksona.  Na podlagi obdukcije in na podlagi toksikoloških ugotovitev je bil vzrok za Jacksonovo smrt določen v akutni zastrupitvi s propofolom z učinkom benzodiazepina, ki je prispeval, in načinom smrti, da bi bil na koncu umor, tako da se je fokus preiskave premaknil proti Murrayu. Priznal je, da je dal po inekciji 25 ml propofola, za nespečnost, v noči Jacksonove smrti, in trdil je, da ga je poskušal zdraviti z drugimi zdravili in da je propofol dajal šele po tem, ko je Jackson vztrajal. Murray je dejal, da ga je skrbelo, da je Jackson postal odvisen od droge kot pripomoček za spanje, in mu ga je poskušal odvzeti od tega. Propofol se običajno daje v bolnišnici ali v kliničnem okolju z natančnim nadzorom, večinoma se uporablja za splošno anestezijo med operacijo, ni naveden ali odobren kot pripomoček za spanje in ga dajejo le anesteziologi, medicinske sestre, anesteziologi ali asistenti za anestezijo. Murray tega sploh ni imel.
Februarja 2010 je bil Murray uradno obtožen neprostovolje in malomarnost. 27. septembra 2011 je se je proti njemu začelo sojenje v Los Angelesu, 29. novembra 2011 pa je bil obsojen zaradi neprostovoljnega uboja. Dobil je najvišjo kazen, štiri leta zaporne kazni. Odvzeta mu je bila zdravniška licenca v Teksasu, dovoljenja v Kaliforniji in Nevadi, pa so bila začasna. Po dveh letih v zaporu je bil Murray zaradi dobrega vedenja izpuščen 28. oktobra 2013.
Jacksonov oče, Joseph Jackson, je leta 2010 proti Murrayju vložil napačno tožbo zaradi smrti, vendar jo je leta 2012 opustil. Tudi leta 2010 sta Jacksonova mama Katherine in trije otroci proti AEG vložili ločeno nezakonito smrtno tožbo in trdili, da je podjetje malomarno najelo Murrayja.
Leta 2016 je Inside Edition poročal, da Murray kljub upokojitvi še vedno obiskuje bolnike čeprav je Murray trdil, da bolnikom ničesar ne zaračunava za svoje storitve, da le "zagotavlja svetovanje" brez predpisovanja zdravil in da zato "ne krši pravil".